# Professional Graphics Controller

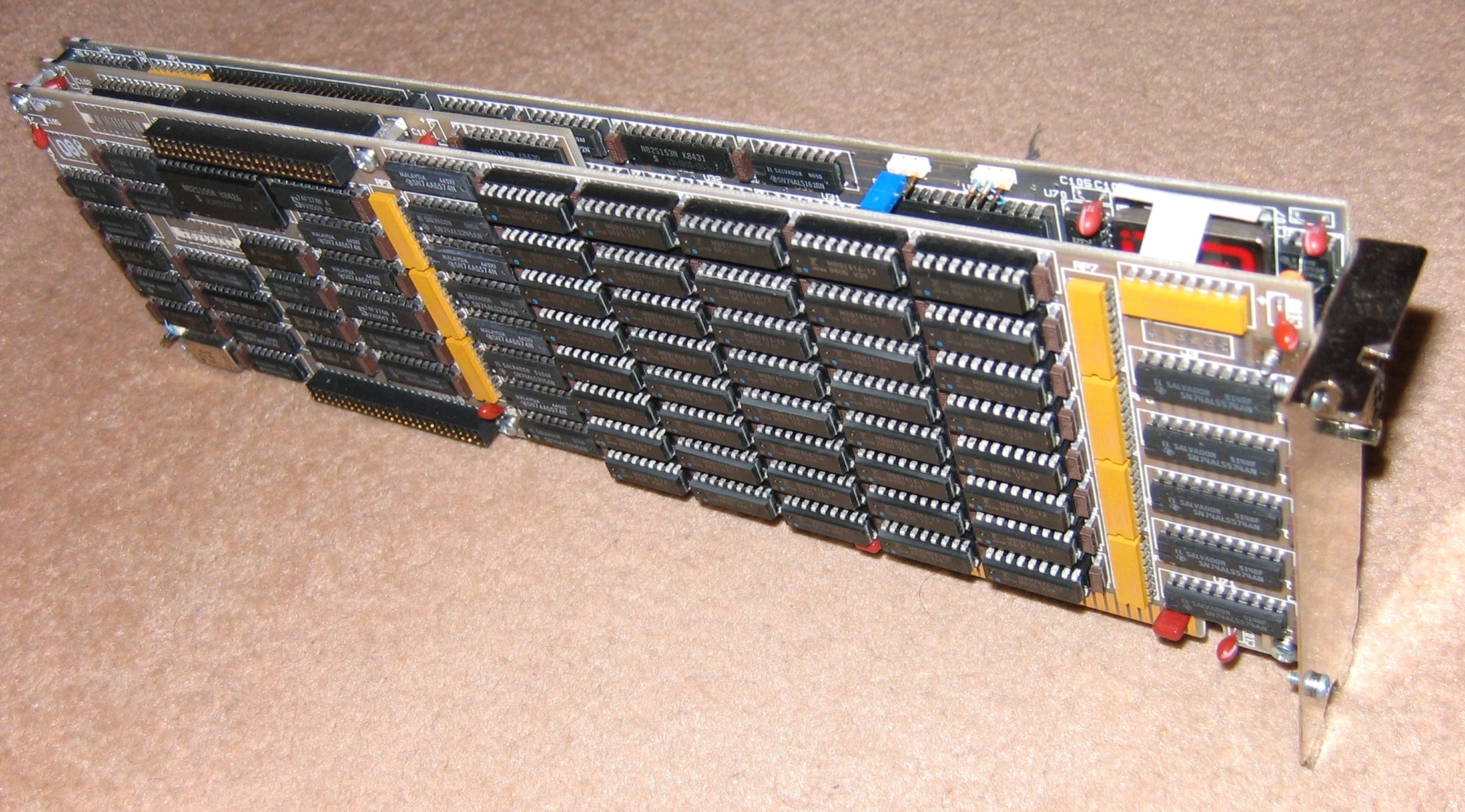
Відеокарта PGC

PGC (англ. Professional Graphics Controller) — відеокарта для IBM XT, що вироблялась IBM. Суттєвим поліпшенням була наявність графічного акселератора з підтримкою 2D і 3D для САПР-застосунків.
Вироблялась в 1984–1987 роках. Professional Graphics Controller (часто називають «Professional Graphics Adapter» і іноді «Professional Graphics Array») мала набагато більшу роздільність та глибину кольору ніж EGA. Відеокарта підтримувала роздільність до 640×480 пікселів і 256 кольорів при 60 Гц. Була призначена для САПР-ринку, мала 320 КБ відеопам'яті і власний мікропроцесор, що давало можливість роботи з тривимірними об'єктами.
Відеоадаптер складався з трьох друкованих плат (одна з мікропроцесором, мікросхемами постійної пам'яті і відеороз'ємом, інші дві — відеопам'ять) і займав два суміжних слоти на материнських платах XT або AT; третя плата розташовувалась між двома слотами.
Додатково крім режиму 640⨯480, PGC підтримувала графічні і текстові режими CGA.